# Poecilium kozlovi
Poecilium kozlovi là một loài bọ cánh cứng trong họ Cerambycidae.